# 熊本県道106号嘉島甲佐線
熊本県道106号嘉島甲佐線（くまもとけんどう106ごう かしまこうさせん）は、熊本県上益城郡嘉島町から上益城郡甲佐町に至る一般県道である。

## 概要

### 路線データ
- 起点：熊本県上益城郡嘉島町大字上島（嘉島町上島交差点、国道445号（熊本県道104号熊本浜線重複区間）交点、熊本県道32号小川嘉島線終点）
- 終点：熊本県上益城郡甲佐町大字糸田（熊本県道38号宇土甲佐線交点）

## 歴史
- 1994年 - 路線認定。

※熊本県道106号川尻甲佐線の一部が主要地方道（熊本県道50号熊本嘉島線）となったため、残存区間をもって新たに嘉島甲佐線として路線認定したもの。

## 路線状況

### 重複区間
- 熊本県道32号小川嘉島線（上益城郡嘉島町大字上島）
- 熊本県道239号御船甲佐線（上益城郡甲佐町大字白旗）

## 地理

### 通過する自治体
- 上益城郡嘉島町
- 上益城郡御船町
- 上益城郡甲佐町

### 交差する道路
| 交差する道路                                                             | 市町村名 | 市町村名 | 交差する場所 | 交差する場所            |
| ------------------------------------------------------------------------ | -------- | -------- | ------------ | ----------------------- |
| 国道445号 熊本県道32号小川嘉島線 重複区間起点 熊本県道104号熊本浜線 重複 | 上益城郡 | 嘉島町   | 大字上島     | 嘉島町上島交差点 / 起点 |
| 熊本県道32号小川嘉島線 重複区間終点                                      | 上益城郡 | 嘉島町   | 大字上島     |                         |
| 熊本県道239号御船甲佐線 重複区間起点                                     | 上益城郡 | 嘉島町   | 大字白旗     |                         |
| 熊本県道239号御船甲佐線 重複区間終点                                     | 上益城郡 | 嘉島町   | 大字白旗     |                         |
| 熊本県道38号宇土甲佐線                                                   | 上益城郡 | 嘉島町   | 大字糸田     | 終点                    |

### 沿線
- 緑川